# 杉山繁和
杉山 繁和（すぎやま しげかず ）は、日本の実業家、元資生堂日本地域CEO、資生堂ジャパン代表取締役社長、情報経営イノベーション専門職大学超客員教授。

## 経歴
- 1987年 - 早稲田大学教育学部卒業
- 1987年 - ライオン
- 1996年 - 日本コダック
- 1999年 - 日本ケロッグ
- 2001年 - 日本コカ・コーラ経営情報部統括部長
- 2009年 - 資生堂経営企画部市場情報室室長
- 2012年 - 資生堂執行役員（企業文化・宣伝制作担当）
- 2014年 - 資生堂執行役員（国内化粧品事業マーケティング領域、CPBグローバルユニット担当）
- 2015年 - 資生堂執行役員（日本事業本部コスメティクスブランド事業本部長）
- 2017年 - 資生堂ジャパン代表取締役社長に就任
- 2020年 - 資生堂ジャパン副会長